# Municipio de Chiapilla
El municipio de Chiapilla es un municipio del estado mexicano de Chiapas, perteneciente a la región económica IV – De los Llanos. Su cabecera municipal es la localidad del mismo nombre.

## Geografía

### Superficie y límites
El municipio ocupa una superficie de 51.36 km², lo que representa el 1.82% de la superficie de la región. Limita al norte con el municipio de San Lucas, al este y sureste con el municipio de Totolapa y de noroeste a suroeste con el municipio de Acala.

### Orografía
Aproximadamente la mitad del municipio presenta un relieve montañoso, ya que se encuentra en el flanco que asciende al Altiplano Central, el resto es plano.  

### Hidrografía
Los recursos hidrológicos los conforman básicamente el río Grijalva y sus afluentes: Salado, Frío y Chatenco. El Ceibo y el Camarón son arroyos de caudal permanentes; en tanto el arroyo Nandaché únicamente posee caudal en época de lluvia.  

### Clima
El clima es cálido subhúmedo con lluvias en verano, en la cabecera municipal la temperatura media anual es de 23 °C con una precipitación pluvial de 1,192 milímetros anuales. Según la clasificación climática de Köppen, el clima corresponde al tipo Cwb - Templado con invierno seco (verano suave).

### Flora y fauna
La vegetación predominante en el municipio es de selva baja, siendo las principales especies que se encuentran en el municipio el cedro, caoba, sabino, guanacaste, fresno, hormiguillo, brasil, canela, tepeguaje, roble y nanche. 
En el municipio existe una gran variedad de especies que integran la fauna, de las cuales sobresalen las siguientes: venado, armadillo, tlacuache, iguana, coyote, leoncillo, tepescuincle, zorro, conejo, boa, cantil, falsa nayuca y correcaminos. 

## Historia
Los orígenes de Chiapilla se remontan a la época prehispánica, se cree que fue fundado por los chiapanecas en las orillas del río Grande. Para 1860 el asentamiento primitivo se pasó a una meseta inmediata un tanto más alta como a tres kilómetros al norte, de acuerdo al cura que trataba de bendecir el nuevo templo, por estar ya abandonado el anterior. En 1888, el primero de marzo, se terminó y abrió al servicio un puente de mampostería sobre el río Frío. En 1911, y por las contiendas entre habitantes de San Cristóbal y Tuxtla, según parte del presidente de Acala, un grupo de partidarios de San Cristóbal se lanzaron sobre la presidencia municipal con el fin de colocar al frente de ella a Patricio Gordillo, un partidario de ellos. En esos días, primeros de octubre, Chiapilla fue ocupada por un contingente de tropa chamula al mando de Antero Ballinas y el 9 del mismo mes fueron atacados por los del bando tuxtleco, cometiéndose el bárbaro acto del desorejamiento de chamulas prisioneros. En 1931, se introdujo el agua entubada a Chiapilla.  

### Cronología de hechos históricos
- 1768 El 19 de junio, se hizo la primera división territorial interna de la provincia de Chiapa, quedando este dentro de la Alcaldía Mayor de Tuxtla.
- 1774 Dentro de la provincia de llanos se dio un anexo del pueblo de Acala.
- 1838 La ambición de caciques y descendientes de españoles demandan la posesión de parte de las tierras de San Cayetano (hoy Lázaro Cárdenas), por lo que el pueblo las pierde.
- 1852 En virtud de que el crecimiento de la población no se podría dar por la ubicación que tenía en el bajo río, se trasladó por tercera vez a una meseta más alta tres kilómetros al norte.
- 1883 El 13 de noviembre, se divide el estado en 12 departamentos siendo este parte del de Chiapas.
- 1888 Se inaugura el puente de mampostería sobre el río Frío.
- 1911 El 9 de octubre, se da un acto de barbarie con el desorejamiento de tropas chamulas, comandadas por Antero Ballinas, que a principios de este mes habían ocupado la plaza, ya que pretendían instalar en la presidencia municipal a Patricio Gordillo, partidario del grupo de sancristobalenses que luchaba por regresar la capital a esa ciudad, pero los tuxtlecos los sometieron.
- 1915 Desaparecieron las jefaturas políticas y se crearon 59 municipios libres, siendo este una delegación del municipio de Acala.
- 1931 Se introdujo el agua entubada en el municipio.
- 1983  Para efectos del sistema de planeación se les ubica en la región I Centro.

## Demografía
De acuerdo a los resultados del Censo de Población y Vivienda de 2020 realizado por el Instituto Nacional de Estadística y Geografía, la población total del municipio es de 6156 habitantes, lo que representa un crecimiento promedio de 1.3% anual en el período 2010-2020 sobre la base de los 5405 habitantes registrados en el censo anterior. Al año 2020 la densidad del municipio era de 119,8 hab/km².
| Gráfica de evolución demográfica de Municipio de Chiapilla entre 2000 y 2020 |
|                                                                              |
| Fuente: Instituto Nacional de Estadística Geografía e Informática            |

En 2020 el 49.5% de los habitantes eran hombres y el 50.5% eran mujeres. El 78.1% de los habitantes mayores de 15 años (3516 personas) estaba alfabetizado. La población indígena era de 367 personas.
En el año 2010 estaba clasificado como un municipio de grado alto de vulnerabilidad social, con el 35.14% de su población, (1572 personas) en estado de pobreza extrema. Según los datos obtenidos en el censo de 2020, la situación de pobreza extrema afectaba al 20.6% de la población (1279 personas).
El 80% profesa la religión católica, el 14.7% es protestante y el 5.3% de los habitantes no profesa religión alguna.

### Localidades
En el censo de 2020 el municipio de Chiapilla contaba con 7 localidades.
| Código INEGI    | Localidad                    | Población (2020) |
| --------------- | ---------------------------- | ---------------- |
| 070280001       | Chiapilla                    | 4 329            |
| 070280004       | Lázaro Cárdenas              | 984              |
| 070280008       | Doctor Manuel Velasco Suárez | 493              |
| 070280022       | El Carmen                    | 323              |
| 070280035       | González Esponda             | 23               |
| 070280005       | Río Salado                   | 2                |
| 070280029       | El Jocote                    | 2                |
| Total municipal | Total municipal              | 6 156            |

## Atractivos culturales y turísticos

### Monumentos históricos
En el municipio se encuentra el templo de San Pedro Mártir, construido en 1852 además con tres campanas del siglo XVI.

### Fiestas, danzas y tradiciones
Las principales fiestas del municipio son: del 24 al 29 de abril día de San Pedro Mártir, 20 de julio Divino Niño Jesús, 29 de junio día de San Pedro Apóstol, 16 de julio día de la Virgen del Carmen, 24 de diciembre día del Nacimiento del Niño dios, 25 diciembre día del nacimiento del Niño dios en la colonia Dr manuel velasco Suárez, 26 de diciembre día del nacimiento del Niño Florero, Semana Santa, 3 de mayo día de La Santa Cruz, 1 y 2 de noviembre día de muertos, 25 de diciembre Navidad y 1 de enero Año Nuevo.
Las celabraciones religiosas más importantes son las fiestas de San Pedro Mártir, San Pedro Apóstol, Virgen del Carmen.

### Tradiciones
Llevan de noche sus productos frutales a San Cristóbal alumbrándose con ocote.

### Artesanías
Se elaboran en el municipio artículos de carpintería, cerámica, tejido de palma e ixtle...

### Gastronomía
Los platillos tradicionales del municipio son: el mole de guajolote, cochito horneado y chipilín con bolitas.

### Centros turísticos
Los principales atractivos turísticos son: el río del Charrón, ruinas del panteón de Santa Rosalía, caída del agua del río el Zapote y el delta que forman tres ríos.